# آدم هاجدو
آدم هاجدو (بالمجرية: Hajdú Ádám)‏ هو لاعب كرة قدم مجري، ولد في 16 يناير 1993 في مدينة دوناوجفاروس في المجر. شارك مع منتخب المجر تحت 19 سنة لكرة القدم. أما مع النوادي، فقد لعب مع نادي بودابست.

## وصلات خارجية
- آدم هاجدو على موقع قاعدة بيانات كرة القدم.إي يو (الإنجليزية)
- آدم هاجدو على موقع Soccerway.com (الإنجليزية)